# Стефан (Босна)
Вижте пояснителната страница за други личности с името Стефан.
Стефан (на босненски: Stjepan Bosanski; на сръбски: Стефан Војислављевић) е първият известен владетел на Босна. Титулуван е като княз и е споменат в Дуклянската летопис.
Около 1084 година става владетел на областта като васал на краля на Дукля Константин Бодин и в качеството си на такъв взема участие в обсадата на Дубровник през 1094/1095 г. Не е известно точно докога продължава управлението му, но остава на власт поне до средата на 90-те години на XI в. Следващото известно използване на титлата е от унгарския крал Ласло II десетилетия по-късно. Известно е, че Стефан има син Вукимир Воиславлевич.